# オキーチョビー駅 (アムトラック)
オキーチョビー駅（英語：Okeechobee Station）はフロリダ州オキーチョビー ノース・パロット・アヴェニュー801にある駅。昔のシーボード・エア・ライン鉄道の駅である。 現在は駅舎が閉鎖されていて乗客がバス停のような待合所を使用する。

## 概要
当駅の現在の待合所とコンクリートのプラットフォームは、2011年初めに完成した。待合所は平屋で、主に豊かな赤レンガで構成されている。構造は、風を防ぐだけでなく、十分な太陽光が入りと空間を明るくすることを可能とする大きな窓となっている。植栽は、小さなヤシや他の地元の植物が含まれる。この150万ドルのプロジェクトは2009年アメリカの回復と再投資法の下で構想された。アムトラックシステムの詳細や知識に長けている旅行者はペンシルベニア州やオハイオ州のキャピトル・リミテッドのルートにある同時期に建てられた駅舎と似ていることに気付くかもしれない。

## 利用可能な鉄道路線／列車
アムトラックのオキーチョビー駅に発着する列車は下記の通り。
ニューヨークとマイアミ間の夜行長距離列車シルバー・スター号…1日1往復停車